# Хейнола
Хе́йнола (фин. Heinola) — город в Южной Финляндии.

## Географические сведения
Город расположен между озёрами Руотсалайнен и Коннивеси, в 30 км к северо-востоку от Лахти и в 138 км от Хельсинки.
Является центром одноимённого муниципалитета, который, помимо самого города, включает также ряд прилегающих посёлков и деревень, в том числе Луси, Имьярви и другие. Общая площадь всего муниципалитета составляет 839,35 км².

## История

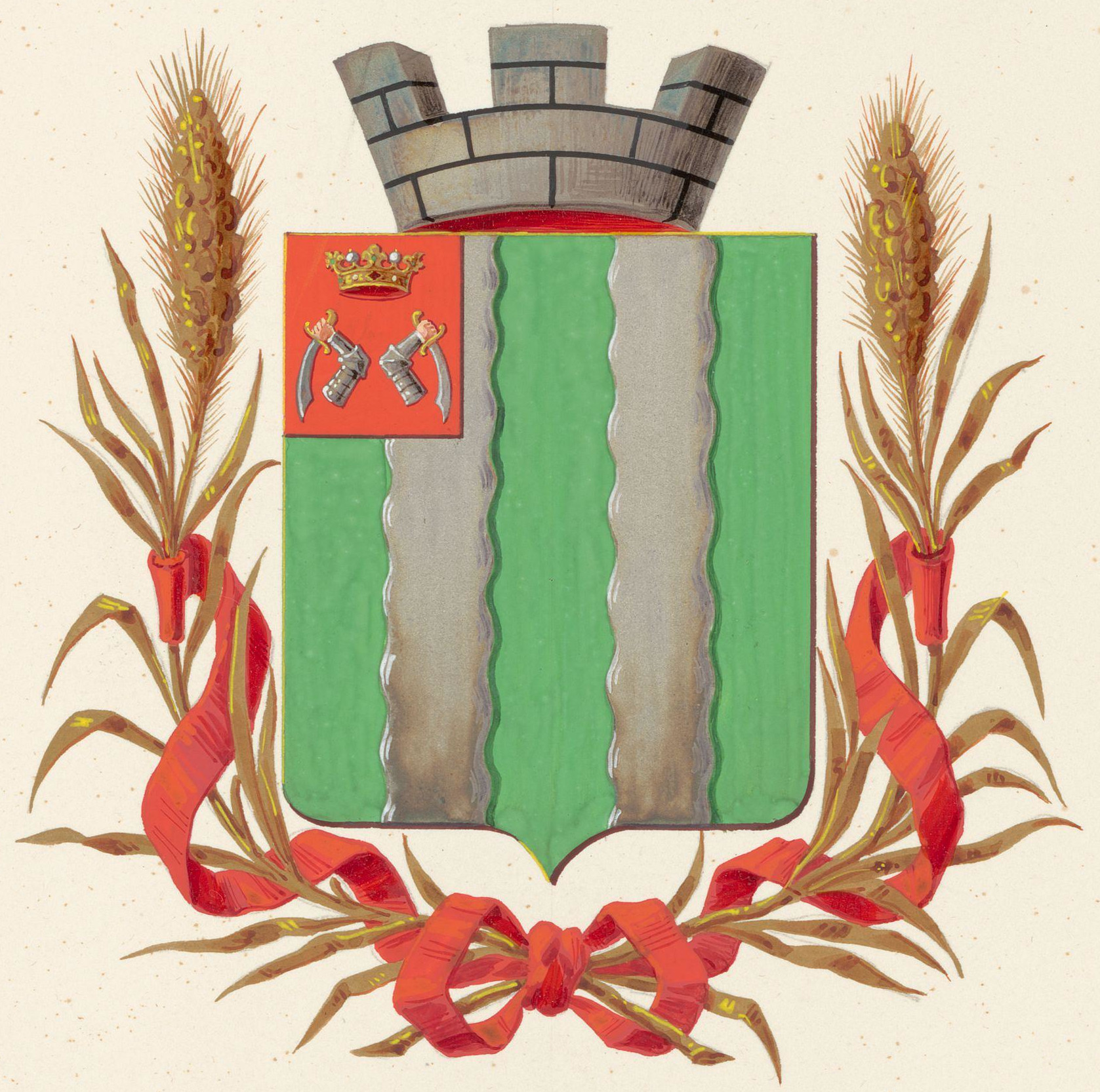
Герб Хейнолы.

Основан в 1776 году шведским королём Густавом III как административный центр губернии Кюменкартано. К началу XIX века Хейнола превратилась в оживлённое поселение, населённое представителями различных промыслов. Наиболее широко было развито винокурение и продажа водки.
В 1811 году в Хейноле построена церковь, а в 1822 открыта первая школа.
В марте 1831 году произошла реформа административно-территориального деления Великого княжества Финляндского, оно было разделено на восемь ленов (губерний). Была основана Санкт-Михельская губерния, центр которой в 1843 году был перенесён из Хейнолы в Санкт-Михель.
В 1839 году для развития торговли местечко Хейнола согласно указу императора Николая I получило статус города.
С 1999 по 2010 в Хейноле проводился чемпионат мира по спортивной сауне.

## Экономика
В июне 2012 года принадлежащий лесопромышленному концерну UPM деревообрабатывающий завод в Хейнола был закрыт, в связи с чем увольнению подверглись несколько десятков человек.

## Население
Численность населения составляла в августе 2013 года 20 тыс. жителей. Обеспекоенный сокращением числа жителей города, председатель городского совета Тимо Ихамяки призвал привлекать в город работоспособных иммигрантов, что вызвало резкий протест среди ряда политических деятелей.

### Известные уроженцы и жители
- Ууно Каилас, поэт
- Ааки Каллила, актёр
- Матти Лоухивуори, певец
- Тони Виртанен, рок-музыкант, вокалист группы Apulanta
- Аксель Айро, генерал-лейтенант
- Йопе Руонансуу, певец

## Спорт
- В 2001 году прошёл очередной чемпионат мира по хоккею с шайбой среди юниоров.
- С 1999 по 2010 год проходил Чемпионат мира по спортивной сауне. После гибели россиянина Владимира Ладыженского и госпитализации финна Тимо Кауконена в критическом состоянии на соревнованиях 2010 года проведение турнира было прекращено.

## Климат
| Показатель              | Янв. | Фев.  | Март | Апр. | Май  | Июнь | Июль | Авг. | Сен. | Окт. | Нояб. | Дек. | Год |
| ----------------------- | ---- | ----- | ---- | ---- | ---- | ---- | ---- | ---- | ---- | ---- | ----- | ---- | --- |
| Средний максимум, °C    | −4,1 | −3,8  | 1,3  | 8,3  | 15,8 | 19,7 | 22,5 | 19,9 | 13,8 | 7,4  | 1,3   | −2,2 | 8,3 |
| Средняя температура, °C | −6,8 | −7,3  | −2,6 | 3,6  | 10,3 | 14,6 | 17,4 | 15,2 | 10,0 | 4,8  | −0,7  | −4,7 | 4,5 |
| Средний минимум, °C     | −9,9 | −10,8 | −6,5 | −1   | 4,6  | 9,5  | 12,6 | 11,2 | 6,5  | 2,2  | −2,8  | −7,5 | 0,7 |
| Норма осадков, мм       | 47   | 34    | 35   | 28   | 40   | 65   | 76   | 69   | 58   | 68   | 54    | 49   | 623 |
| Источник:               |      |       |      |      |      |      |      |      |      |      |       |      |     |

## Города-побратимы
- Пьештяни, Словакия
- Барановичи, Белоруссия
- Карлсхамн, Швеция
- Пайне, Германия